# Buddy Morrow
Buddy Morrow, (cuyo nombre original era Muni Zudekoff, a veces Moe Zudekoff), (New Haven, Connecticut, 8 de febrero de 1919 - Raleigh, Carolina del Norte, 27 de septiembre de 2010) fue un trombonista y director de orquesta estadounidense de jazz, especializado en los registros altos del instrumento. Fue alumno de la Academia Juilliard.

## Biografía
Morrow comenzó como miembro de la "Tonight Show Orchestra". Sus primeras grabaciones como titular, al frente de su propia Big Band, fueron a comienzos de los años 1950 (Rose, Rose, I Love You y Night Train) y lograron situarse en los charts de la revista Billboard. En 1959 y 1960, Morrow publicó dos álbumes con temas de series de televisión, que obtuvieron también importantes ventas (Impact y Double Impact, respectivamente).
En las últimas décadas del siglo XX, fue el director de la Tommy Dorsey Orchestra.
En 2009, Morrow fue premiado por la International Trombone Association, con su premio anual a los que han contribuido al desarrollo del instrumento de una manera especial.